# Stazione meteorologica di Sondrio
La stazione meteorologica di Sondrio è la stazione meteorologica di riferimento relativa alla città di Sondrio.

## Coordinate geografiche
La stazione meteorologica è situata nell'Italia nord-occidentale, in Lombardia, nel comune di Sondrio, a 298 metri s.l.m. e alle coordinate geografiche 46°10′N 9°50′E.

## Dati climatologici
Secondo i dati medi del trentennio 1961-1990, la temperatura media del mese più freddo, gennaio, si attesta ai +0,9 °C, mentre quella del mese più caldo, luglio, è di +21 °C .
| Sondrio            | Mesi | Mesi | Mesi | Mesi | Mesi | Mesi | Mesi | Mesi | Mesi | Mesi | Mesi | Mesi | Stagioni | Stagioni | Stagioni | Stagioni | Anno |
| Sondrio            | Gen  | Feb  | Mar  | Apr  | Mag  | Giu  | Lug  | Ago  | Set  | Ott  | Nov  | Dic  | Inv      | Pri      | Est      | Aut      | Anno |
| ------------------ | ---- | ---- | ---- | ---- | ---- | ---- | ---- | ---- | ---- | ---- | ---- | ---- | -------- | -------- | -------- | -------- | ---- |
| T. max. media (°C) | 5,7  | 8,8  | 13,3 | 17,3 | 21,7 | 24,6 | 27,3 | 26,1 | 23,0 | 17,5 | 11,3 | 6,8  | 7,1      | 17,4     | 26,0     | 17,3     | 17,0 |
| T. min. media (°C) | −3,9 | −1,7 | 2,1  | 5,8  | 9,6  | 12,9 | 14,7 | 14,3 | 11,8 | 6,9  | 1,8  | −1,9 | −2,5     | 5,8      | 14,0     | 6,8      | 6,0  |